# 46664 (getal)
Het natuurlijke getal 46664 volgt op 46663 en gaat vooraf aan 46665. 

## In de wiskunde
46664 is een palindroomgetal. De ontbinding in factoren is: 46664 = 23 · 19 · 307.

## Nelson Mandela
Het getal was het gevangenisnummer van Nelson Mandela tijdens zijn verblijf op Robbeneiland; hij was de 466e persoon die in 1964 daar gevangen werd gezet. In 2005 gebruikte Mandela dat nummer als een symbool voor zijn aidsproject.

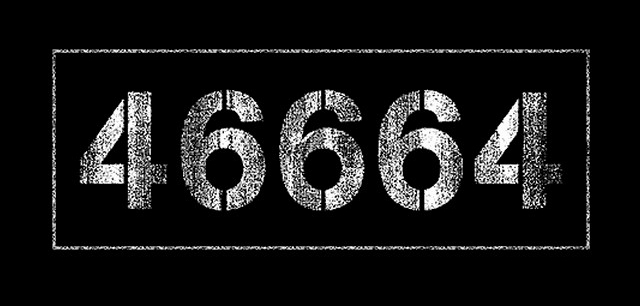
Logo van Mandela's aids-concerten

## Concerten
Het getal is ook als titel gebruikt voor een serie concerten om geld in te zamelen voor aidsonderzoek. Het eerste 46664-concert vond plaats op 29 november 2003 in Kaapstad. Nelson Mandela was de gastheer van dit concert. Er vonden optredens plaats van onder anderen Brian May en Roger Taylor van Queen, Bono en The Edge van U2, Eurythmics, Bob Geldof, Anastacia, Beyoncé en Peter Gabriel. Brian May, Roger Taylor en Dave Stewart hebben speciaal voor dit concert enkele nummers geschreven. Het concert is op drie cd's en dvd uitgebracht. 
Latere 46664-concerten vonden plaats in Zuid-Afrika, Spanje, Noorwegen en Londen.
Het getal was ook terug te vinden op elke A1 Grand Prix-auto als steun voor Mandela's project.